# Книга з Плоского острова

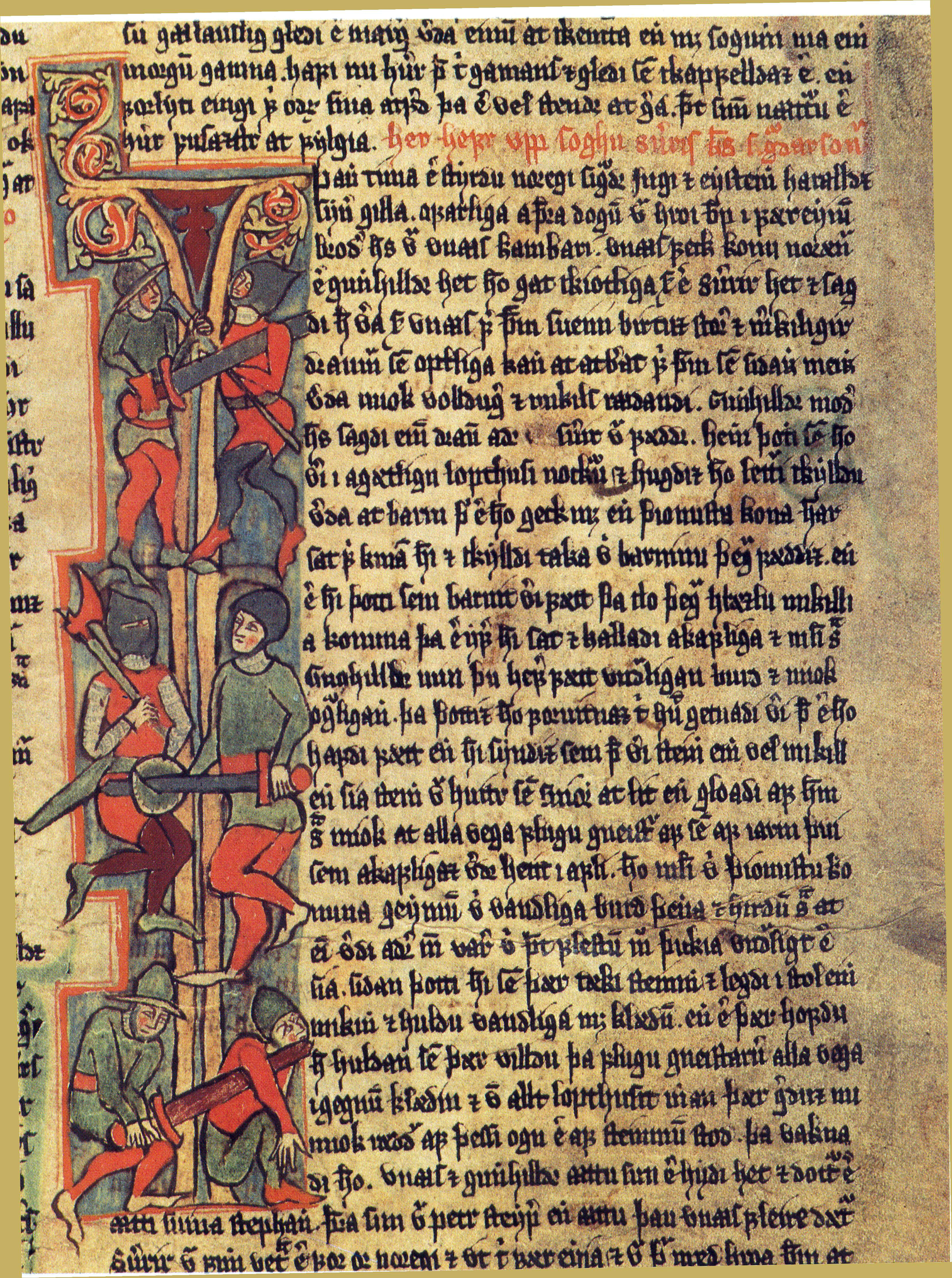
Аркуш «Книги з Плоского острова»

Книга з Плоского острова (давньоскан. Flateyjarbók) — важливий ісландський рукопис, що містить тексти багатьох давньоісландських саг. Має номер GkS 1005 fol. Також відомий під латинською назвою Codex Flatöiensis.

## Історія
Манускрипт написано 1387 року та закінчено 1394 року, або трохи пізніше. Титульний аркуш містить вказівку, що першим власником манускрипту був Йон Гаконарсон і книгу написали два священники. Перший з них, Йон Тордарсон, написав частину починаючи від «Саги про Еріка-мандрівника» і закінчуючи двома сагами про Олава. Другий, Магнус Торгалльсон, написав решту частин манускрипту та проілюстрував його. Книгу доповнено наприкінці XV століття.
Історія вивчення манускрипту починається від 1651 року, коли єпископ Скалгольтський Бріньольфур Свейнссон з дозволу данського короля Фредеріка III звернувся до народу Ісландії із закликом здавати оригінали або копії старовинних манускриптів у власність данського короля. Джон Торфасон, син преподобного Торфі Фінссона, який мешкав на Плоскому острові в Брейда-фіорді, був тоді власником цього манускрипту, вже відомого під назвою Flateyjarbók. Спочатку Джон відмовився здати свою родинну коштовність — найбільшу і найкращу книгу всієї Ісландії. Він не погодився й тоді, коли єпископ Бріньольфур відвідав його особисто та пообіцяв 5 сотень землі. Передумав він лише тоді, коли єпископ уже залишав округ і подарував тому свою книгу; натомість його звільнили від усіх майбутніх церковних податків.
1662 року єпископ подарував манускрипт Фредеріку III, який помістив його в Королівський музей у Копенгагені під нагляд Тормода Торфеуса. Решту колекції Бріньольфура розтягли його спадкоємці, які не цікавилися манускриптами, і більшість манускриптів втрачено (хоча й збереглися паперові списки). Flateyjarbók і Codex Regius повернуто до Ісландії 1971 року, вони зберігаються в інституті Арні Маґнуссона.

## Опис
Книжка з Плоского острова — найбільший середньовічний ісландський манускрипт. Вона складається з 225 сторінок веленю з текстом та ілюстраціями. Манускрипт містить більшість королівських саг, записаних у Коло земне, але наводить їх розширені версії, що більше ніде не зустрічаються. Більшість додаткового матеріалу, за деяким винятком, вставлено в королівські саги, а іноді і вплетено в них. У Книзі з Плоского острова зберігся єдиний список Пісні про Гюндлю, унікальні історичні аннали від створення світу до 1394 року і багато унікальних коротких історій, таких як Пасмо про Норна-Ґеста.
Манускрипт містить Сагу про гренландців, де згадано колонію на Вінланді в дещо іншому аспекті, ніж у Сазі про Еріка Рудого. Також книга містить єдину ісландську версію Оркнейської саги та Саги про фарерців.

## Зміст
Деякі твори, що входять до складу великих саг, зустрічаються частинами в різних місцях.
| №     | Л (С)               | Назва (укр.)                                        | Назва (давньоск.)                                       | Примітка                                                                     |
| ----- | ------------------- | --------------------------------------------------- | ------------------------------------------------------- | ---------------------------------------------------------------------------- |
| 1     | 1v                  | Передмова                                           | Formáli                                                 |                                                                              |
| 2     | 2r-2v (1-3)         | Промінь                                             | Geisli                                                  | Драпа Ейнара Скуласона                                                       |
| 3     | 2v-2v (3-4)         | Рима про Олава Гаральдссона                         | Ólafs ríma Haraldssonar                                 |                                                                              |
| 4     | 2v-3r (4-5)         | Пісня про Гюндлю                                    | Hyndluljóð                                              |                                                                              |
| 5     | 3r-3r (5-6)         | Уривок із Діянь архієпископів гамбурзбкої церкви    | Gesta Hammaburgensis Ecclesiae Pontificum               |                                                                              |
| 6     | 3r-3v (6-7)         | Пасмо про Сігурда Слюна                             | Sigurðar þáttr slefu                                    |                                                                              |
| 7     | 3v-4r (8-9)         | Як заселялась Норвегія                              | Hversu Noregur byggðist                                 |                                                                              |
| 8     | 4r-4r (9-10)        | Родоводи норвезьких конунгів                        | Ættartölur konunga og konungatöl í Noregi               |                                                                              |
| 9     | 4v-5v (11-15)       | Сага про Ейріка Мандрівника                         | Eiríks saga víðförla                                    |                                                                              |
| 10    | 5v-75r (15-295)     | Велика сага про Олава Трюгвассона, включно з:       | Ólafs saga Tryggvasonar (Flateyjarbók)                  |                                                                              |
| 10.1  | 13r-14r (45-50)     | Сага про йомсвікінгів                               | Jómsvíkinga saga                                        |                                                                              |
| 10.2  | 14r-15r (50-53)     | Пасмо про Оттона Імператора                         | Otto þáttr keisara                                      |                                                                              |
| 10.3  | 16v-20r (59-73)     | Сага про фарерців                                   | Færeyinga saga                                          |                                                                              |
| 10.4  | 20v-27r (75-102)    | Сага про йомсвікінгів                               | Jómsvíkinga saga                                        |                                                                              |
| 10.5  | 27r-27r (102—103)   |                                                     | Þingamanna þáttur                                       | Додаток до «Саги про йомсвікінгів», зустрічається тільки в цьому манускрипті |
| 10.6  | 27v-28v (104—108)   | Пасмо про Торлейва Скальда Ярлов                    | Þorleifs þáttur jarlaskálds                             |                                                                              |
| 10.7  | 29r-30r (110—114)   | Оркнейська сага                                     | Orkneyinga saga                                         |                                                                              |
| 10.8  | 32r-32v (122—125)   | Пасмо про Альбана і Сунніва                         | Seljumanna þáttur —Albani þáttr ok Sunnifu              |                                                                              |
| 10.9  | 32v-33r (125—126)   |                                                     | Landnáma þáttur                                         |                                                                              |
| 10.10 | 33r-34v (126—133)   | Пасмо про Торстейна Бичача Нога                     | Þorsteins þáttur uxafóts                                |                                                                              |
| 10.11 | 34v-36r (133—139)   | Пасмо про християнство                              | Kristni þáttur                                          |                                                                              |
| 10.12 | 36v-37v (140—144)   | Пасмо про Сьорлі                                    | Sörla þáttur                                            |                                                                              |
| 10.13 | 37v-38r (145—146)   | Пасмо про Стевніра сина Торгільса                   | Stefnis þáttr Þorgilssonar                              |                                                                              |
| 10.14 | 38r-39v (147—152)   | Пасмо про Рьогнвальда й Рауда                       | Rögnvalds þáttr ok Rauðs                                |                                                                              |
| 10.15 | 39v-40v (152—157)   | Сага про Галльфреда Важкого Скальда                 | Hallfreðar saga vandræðaskálds                          |                                                                              |
| 10.16 | 40v-42r (157—162)   | Пасмо про К'яртана сина Олава                       | Kjartans þáttur Ólafssonar                              |                                                                              |
| 10.17 | 42r-42r (162)       | Сага про Галльфреда Важкого Скальда                 | Hallfreðar saga vandræðaskálds                          |                                                                              |
| 10.18 | 42r-42r (163)       | Пасмо про К'яртана сина Олава                       | Kjartans þáttur Ólafssonar                              |                                                                              |
| 10.19 | 43r-44r (167—170)   | Сага про Галльфреда Важкого Скальда                 | Hallfreðar saga vandræðaskálds                          |                                                                              |
| 10.20 | 44r-45r (170—174)   | Пасмо про Егмунда Битого                            | Ögmundar þáttur dytts                                   |                                                                              |
| 10.21 | 45r-45r (174)       | Пасмо про К'яртана сина Олава                       | Kjartans þáttur Ólafssonar                              |                                                                              |
| 10.22 | 45r-45v (174—177)   | Сага про Галльфреда Важкого Скальда                 | Hallfreðar saga vandræðaskálds                          |                                                                              |
| 10.23 | 45v-47r (177—183)   | Пасмо про Норна-Геста                               | Norna-Gests þáttur                                      |                                                                              |
| 10.24 | 47r-47v (183—185)   | Пасмо про Гельгі сина Торіра                        | Helga þáttur Þórissonar                                 |                                                                              |
| 10.25 | 47v-47v (185)       | Сага про фарерців                                   | Færeyinga saga                                          |                                                                              |
| 10.26 | 48r-48v (186—189)   | Сага про фарерців                                   | Færeyinga saga                                          |                                                                              |
| 10.27 | 50r-50v (194—197)   | Пасмо про Торвальда Пензлика                        | Þorvalds þáttur tasalda                                 |                                                                              |
| 10.28 | 51r-52r (199—202)   | Пасмо про Свейна і Фінна                            | Sveins þáttur og Finns                                  |                                                                              |
| 10.29 | 52r (202—203)       | Пасмо про Рауда Сильного                            | Rauðs þáttur ramma                                      |                                                                              |
| 10.30 | 54r-55r (211—214)   | Пасмо про Громунда Кульгавого                       | Hrómundar þáttur halta                                  |                                                                              |
| 10.31 | 55r-55r (214—215)   | Пасмо про Торстейна Мороз-поза-Шкірою               | Þorsteins þáttur skelks                                 |                                                                              |
| 10.32 | 55v-55v (216—217)   | Пасмо про Тидранді й Торгалла                       | Þiðranda þáttur og Þórhalls                             |                                                                              |
| 10.33 | 55v-56v (217—221)   | Пасмо про християнство                              | Kristni þáttur                                          |                                                                              |
| 10.34 | 56v-57r (221—222)   | Сага про Еріка Рудого                               | Eiríks saga rauða                                       |                                                                              |
| 10.35 | 57v-58r (225—227)   | Пасмо про Сваді й Арнора Старечий Ніс               | Svaða þáttur og Arnórs kerlingarnefs                    |                                                                              |
| 10.36 | 58r-58v (227—228)   | Пасмо про Торгалла Ґудзика                          | Þórhalls þáttur knapps                                  |                                                                              |
| 10.37 | 59v-60r (233—234)   | Сага про Галльфреда Важкого Скальда                 | Hallfreðar saga vandræðaskálds                          |                                                                              |
| 10.38 | 60r-60v (235—237)   | Пасмо про К'яртана сина Олава                       | Kjartans þáttur Ólafssonar                              |                                                                              |
| 10.39 | 60v-61v (237—241)   | Пасмо про Ейндріді Широкостопого                    | Eindriða þáttur ilbreiðs                                |                                                                              |
| 10.40 | 67v-68r (264—267)   | Пасмо про Галльдора сина Сноррі                     | Halldórs þáttur Snorrasonar                             |                                                                              |
| 10.41 | 69r-69v (271—272)   | Пасмо про Ейріка Гаконарсона                        | Eiríks þáttur Hákonarsonar                              |                                                                              |
| 10.42 | 69v-71r (272—279)   | Пасмо про Орма Сторольвссона                        | Orms þáttur Stórólfssonar                               |                                                                              |
| 10.43 | 71r-71v (279—280)   | Сага про Галльфреда Важкого Скальда                 | Hallfreðar saga vandræðaskálds                          |                                                                              |
| 10.44 | 71v-71v (280—281)   | Пасмо про Ерлінга Ск'ялгссона                       | Erlings þáttur Skjálgssonar                             |                                                                              |
| 10.45 | 71v-73v (281—288)   | Сага про гренландців                                | Grænlendinga saga                                       |                                                                              |
| 10.46 | 73v-73v (288)       | Пасмо про Ейнара Черевотруса                        | Einars þáttur þambarskelfis                             |                                                                              |
| 10.47 | 73v-74v (288—293)   | Сага про фарерців                                   | Færeyinga saga                                          |                                                                              |
| 10.48 | 74v-75r (293—294)   | Оркнейська сага                                     | Orkneyinga saga                                         |                                                                              |
| 11    | 75r-76r (295—298)   | Сага про Гальвдана Чорного                          | Hálfdanar þáttur svarta                                 |                                                                              |
| 12    | 76r-77r (298—302)   | Сага про Гаральда Прекрасноволосого                 | Haralds þáttur hárfagra                                 |                                                                              |
| 13    | 77r-77r (302—303)   | Перелік норвезьких конунгів                         | Noregskonungatal                                        |                                                                              |
| 14    | 77r-78r (303—306)   | Пасмо про Гаука Довгі Панчохи                       | Hauks þáttur hábrókar                                   |                                                                              |
| 15    | 78r-78r (306)       | Перелік норвезьких конунгів                         | Noregskonungatal                                        |                                                                              |
| 16    | 78r-78v (306—308)   | Пасмо про Гаральда Гренландця                       | Haralds þáttur grenska                                  |                                                                              |
| 17    | 78v-79r (308—310)   | Пасмо про Олава Альва Гейрстадіра                   | Ólafs þáttur Geirstaðaálfs                              |                                                                              |
| 18    | 79r-145r (310—583)  | Окрема сага про Олава Святого, включно з:           | Ólafs saga helga                                        |                                                                              |
| 18.1  | 85r-85r (334)       | Пасмо про Ейвінда Турів Ріг                         | Eyvindar þáttur úrarhorns                               |                                                                              |
| 18.2  | 87r-87v (342—344)   |                                                     | Styrbjarnar þáttur Svíakappa                            |                                                                              |
| 18.3  | 87v-88v (344—348)   | Пасмо про Роя Дурня                                 | Hróa þáttur heimska                                     |                                                                              |
| 18.4  | 90r-92r (354—363)   | Сага про названих братів                            | Fóstbræðra saga                                         |                                                                              |
| 18.5  | 93v-96r (368—378)   | Сага про Еймунда                                    | Eymundar þáttur Hringssonar — Eymundar saga Hringssonar |                                                                              |
| 18.6  | 96r-96r (378—379)   | Пасмо про Токі сина Токі                            | Tóka þáttr Tókasonar                                    |                                                                              |
| 18.7  | 96r-96v (379—381)   | Пасмо про Сігурда сина Акі                          | Sigurðar þáttur Ákasonar                                |                                                                              |
| 18.8  | 96v-97r (381—382)   | Пасмо про єпископа Іслейва                          | Ísleifs þáttur biskups                                  |                                                                              |
| 18.9  | 97r-97v (382—385)   | Пасмо про Егіла сина Галля з Побережжя              | Egils þáttur Síðu-Hallssonar                            |                                                                              |
| 18.10 | 97v-100v (385—396)  | Сага по названих братів                             | Fóstbræðra saga                                         |                                                                              |
| 18.11 | 100v-101r (396—399) |                                                     | Eymundar þáttur af Skörum                               |                                                                              |
| 18.12 | 101v-102v (400—405) | Оркнейська сага                                     | Orkneyinga saga                                         |                                                                              |
| 18.13 | 103r-103v (407—410) |                                                     | Guðbrands þáttur kúlu                                   |                                                                              |
| 18.14 | 103v-104v (410—413) | Пасмо про Ейндріді й Ерлінга                        | Indriða þáttur og Erlings                               |                                                                              |
| 18.15 | 104v-108r (413—428) | Сага про названих братів                            | Fóstbræðra saga                                         |                                                                              |
| 18.16 | 108r-109v (428—435) | Пасмо про Асб'єрна Тюленебійця                      | Ásbjarnar þáttur Selsbana                               |                                                                              |
| 18.17 | 110r-111r (437—441) | Сага про фарерців                                   | Færeyinga saga                                          |                                                                              |
| 18.18 | 111v-112r (442—444) |                                                     | Knúts þáttur ríka                                       |                                                                              |
| 18.19 | 112v-113r (447—449) | Пасмо про Стейна сина Скафті                        | Steins þáttur Skaptasonar                               |                                                                              |
| 18.20 | 116v-118r (463—468) | Пасмо про Раудульва                                 | Rauðúlfs þáttur                                         |                                                                              |
| 18.21 | 121v-122r (483—485) | Пасмо про Вьольсі                                   | Völsa þáttr                                             |                                                                              |
| 18.22 | 122v-122v (486—487) | Сага про названих братів                            | Fóstbræðra saga                                         |                                                                              |
| 18.23 | 123r-123r (488—489) | Сага про названих братів                            | Fóstbræðra saga                                         |                                                                              |
| 18.24 | 125r-126r (497—500) | Сага про названих братів                            | Fóstbræðra saga                                         |                                                                              |
| 18.25 | 129v-130v (516—520) | Сага про фарерців                                   | Færeyinga saga                                          |                                                                              |
| 18.26 | 131r-144r (521—580) | Оркнейська сага                                     | Orkneyinga saga                                         |                                                                              |
| 18.27 | 144r-144v (580—582) | Перелік норвезьких конунгів                         | Noregskonungatal                                        |                                                                              |
| 18.28 | 144v-145r (582—583) |                                                     | Brenna Adams biskups                                    |                                                                              |
| 19    | 145r-164r (583—659) | Сага про Сверріра                                   | Sverris saga                                            |                                                                              |
| 20    | 164r-186v (659—750) | Сага про Гакона Старого                             | Hákonar saga Hákonarsonar — Hákonar saga gamla          |                                                                              |
| 21    | 186v-187v (750—754) |                                                     | Ólafs saga helga                                        | доповнення Стюрміра Карасона до Ólafs saga helga                             |
| 22    | 188r-204v (755—821) | Сага про конунгів Маґнуса I й Гаральда III          | Magnús saga góða og Haralds harðráða                    | аналогічно версії Гнила шкіра                                                |
| 23    | 204v-205v (821—826) | Пасмо про Гемінга сина Аслака                       | Hemings þáttur Áslákssonar                              |                                                                              |
| 24    | 206r-206v (828—830) | Пасмо про Аудуна із західних фіордів                | Auðunar þáttur vestfirska                               |                                                                              |
| 25    | 206v-208r (830—836) | Пасмо про Зухвалого Галлі (Пасмо про Галлі Човника) | Sneglu-Halla þáttur                                     |                                                                              |
| 26    | 208r-208v (836—838) | Пасмо про Галльдора сина Сноррі                     | Halldórs þáttur Snorrasonar                             |                                                                              |
| 27    | 208v-209r (838—839) | Пасмо про Торстейна Допитливого                     | Þorsteins þáttr forvitna                                |                                                                              |
| 28    | 209r-209r (839—840) | Пасмо про Торстейна Наметника                       | Þorsteins þáttr tjaldstæðings                           |                                                                              |
| 29    | 209r-210r (840—843) | Пасмо про Блод-Егіла                                | Blóð-Egils þáttur                                       |                                                                              |
| 30    | 211r-211v (847—850) | Пасмо про гренландців                               | Grænlendinga þáttur                                     | Не плутати зі «Сагою про гренландців»                                        |
| 31    | 211v-212r (850—851) |                                                     | Biskupa- og kirknatal á Grænlandi                       |                                                                              |
| 32    | 212r-212r (851—852) | Пасмо про Гельгі та Ульве                           | Helga þáttur og Úlfs                                    |                                                                              |
| 33    | 212r-213r (852—856) | Сага про Ятварда                                    | Játvarðar saga helga                                    |                                                                              |
| 34    | 213r-225v (856—905) | Аннали з Плоского Острова                           | Flateyjarannáll                                         |                                                                              |